# Pápai Ernő
Pápai Ernő (? – ?) kétszeres magyar bajnok labdarúgó, csatár.

## Pályafutása
1910 és 1919 között 21 mérkőzésen szerepelt az FTC-ben, amelyből nyolc bajnoki, hat nemzetközi és hét hazai díjmérkőzés volt. Három gólt szerzett, ebből egy volt bajnoki találat. Kétszeres bajnok volt a csapattal.

## Sikerei, díjai
- Magyar bajnokság
  - bajnok: 1909–10, 1910–11
  - 2.: 1918–19
  - 3.: 1919–20